# Milà-Sanremo 1952

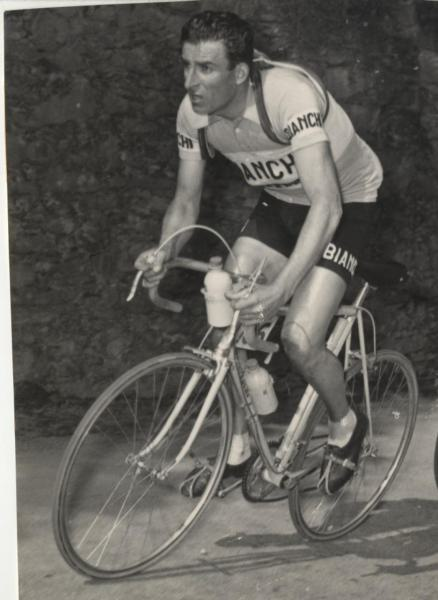
Imatge del francès Raphaël Géminiani.

La Milà-Sanremo 1952 fou la 43a edició de la Milà-Sanremo. La cursa es disputà el 19 de març de 1952 i va ser guanyada peR l'italià Loretto Petrucci, que s'imposà a l'esprint als seus 14 companys d'escapada.
196 ciclistes hi van prendre part, acabant la cursa 115 d'ells.

## Classificació final
|    | Ciclista           | Equip               | Temps      |
| -- | ------------------ | ------------------- | ---------- |
| 1  | Loretto Petrucci   | Bianchi-Pirelli     | 7h 22' 07" |
| 2  | Giuseppe Minardi   | Legnano             | m. t.      |
| 3  | Serge Blusson      | Stella-Huret-Dunlop | m. t.      |
| 4  | Raphaël Géminiani  | Metropole           | m. t.      |
| 5  | Rodolfo Falzoni    | Guerra              | m. t.      |
| 6  | Vittorio Seghezzi  | Welter              | m. t.      |
| 7  | Fritz Schaer       | Garin-Wolber        | m. t.      |
| 8  | Jean Robic         | Colomb              | m. t.      |
| 9  | Giovanni Pettinati | Benotto             | m. t.      |
| 10 | Rinaldo Moresco    | Arbos               | m. t.      |